# ألتايسكويي (ألطاي كراي)
ألتايسكويي (بالروسية: Алтайское) هي مدينة في مقاطعة ألطاي كراي في روسيا.
السكان
13,713 (إحصاء 2010)
13,962 (إحصاء 2002)
12,774 (إحصاء 1989).